# رودولف غانتس
رودولف غانتس (بالإنجليزية: Rudolph Ganz)‏ هو عازف بيانو وملحن أمريكي، ولد في 24 فبراير 1877 في زيورخ في سويسرا، وتوفي في 2 أغسطس 1972 في شيكاغو في الولايات المتحدة.

## وصلات خارجية
- رودولف غانتس على موقع الموسوعة البريطانية (الإنجليزية)
- رودولف غانتس على موقع ميوزك برينز (الإنجليزية)
- رودولف غانتس على موقع ديسكوغز (الإنجليزية)